# Parati-barbudo
Polydactylus oligodon, popularmente conhecido no Brasil como Parati-barbudo ou parati-gato é um peixe da classe Actinopterygii, da ordem dos Perciformes, da família Polynemidae.
A “barba” dos paratis", praticamente é inexistente nos espécimes encontrados na região litorânea de Araruama, desde a década de 1990, devido à poluição de sua lagoa, bastante usada como habitat e local para a desova, que caracterizou a mesma como lagoa ou praia do Parati Barbudo.
A curiosidade fica por conta daqueles fios localizados debaixo da boca, justificando a “barba” ou “bigode” do peixe. Essas extensões garantem alta sensibilidade tátil e química ao peixe, ajudando-o na busca por comida nos canais de praia.
Ultrapassando os 38 centímetros e com bom peso, o que não é comum para a espécie,já rara na localidade.